# Садовая улица (Пушкин)

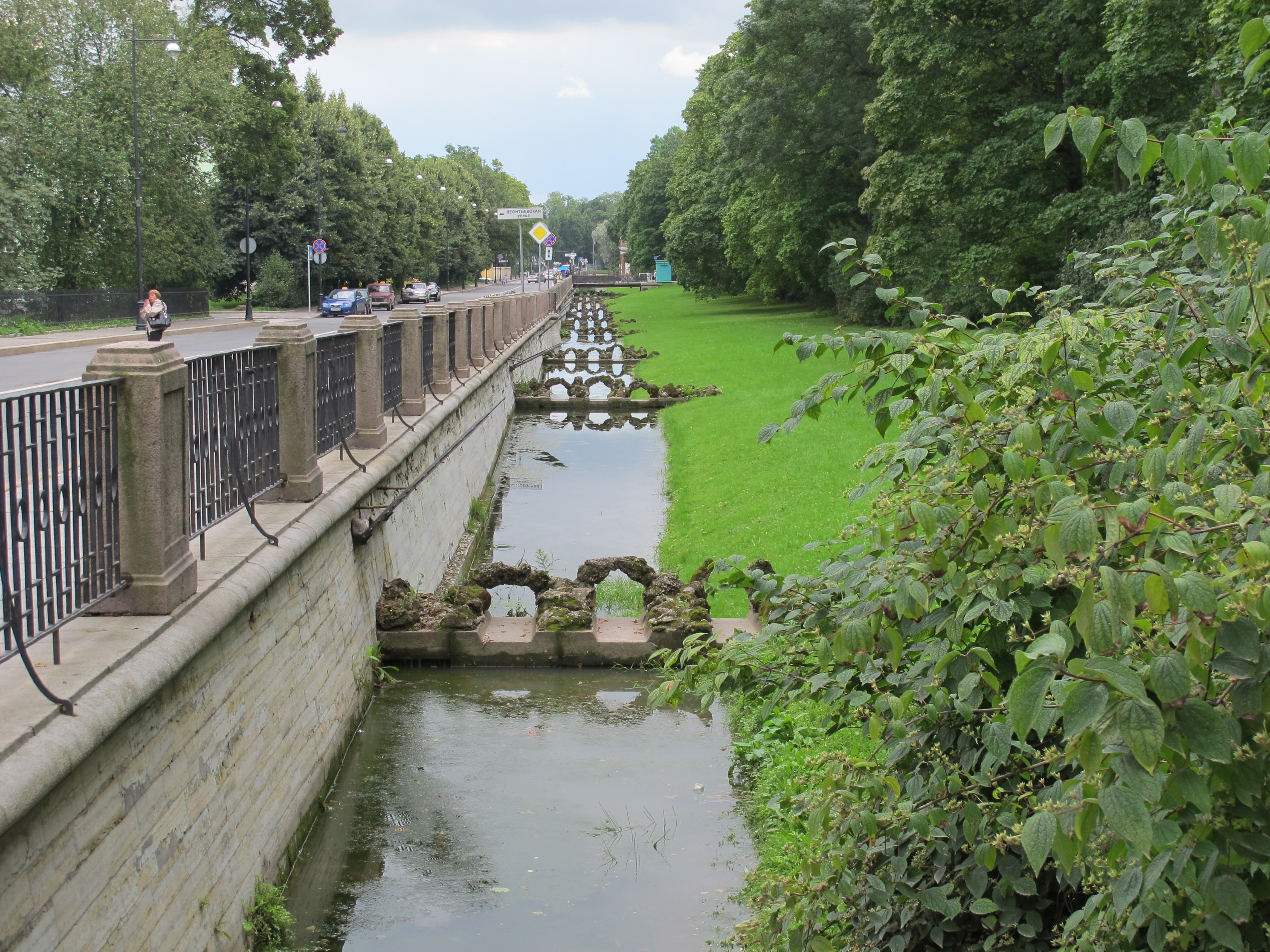
Каскадный канал между улицей и парком

Садо́вая улица — улица в городе Пушкине (Пушкинский район Санкт-Петербурга). Проходит от Дворцовой улицы до Софийского бульвара и Парковой улицы. Далее продолжается Павловским шоссе.

## История
Была проложена после основания Саарской мызы и разбивки Екатерининского парка для отделения сада от слободы дворцовых служащих. Доходила до оврага, который позднее преобразовали в Каскадные пруды.
Первоначально, с 1730-х годов, называлась Пере́дней улицей, поскольку она первая улица со стороны дворцово-паркового ансамбля.
Сначала сад и улицу разделял деревянный забор, в 1750 году вместо него поставили ограду с воротами, которую разобрали в 1775-1777 годах и заменили на канал.
С 1770-х годов утвердилось название Садовая улица — по Старому саду (ныне Екатерининскому парку), вдоль которого проходила.
В 1784 году по улице была сделана набережная из гранитных плит, улица была отделена от Каскадного канала кованой решёткой на каменных тумбах. Набережную перестраивали и ремонтировали в 1821—1822 годах, в 1891—1893 годах и восстанавливали после Великой Отечественной войны в 1941—1944 годах.
4 сентября 1919 года улицу переименовали; она стала улицей Пу́шкина — в честь русского поэта А. С. Пушкина, учившемся в 1811—1817 годах в Царскосельском лицее (Садовая улица, 2).
23 апреля 1923 года улицу переименовали в Комсомо́льскую — в честь Российского коммунистического союза молодежи, а имя Пушкина позднее перешло на Пушкинскую улицу.
7 июля 1993 года историческое название — Садовая улица — было возвращено.

## Достопримечательности

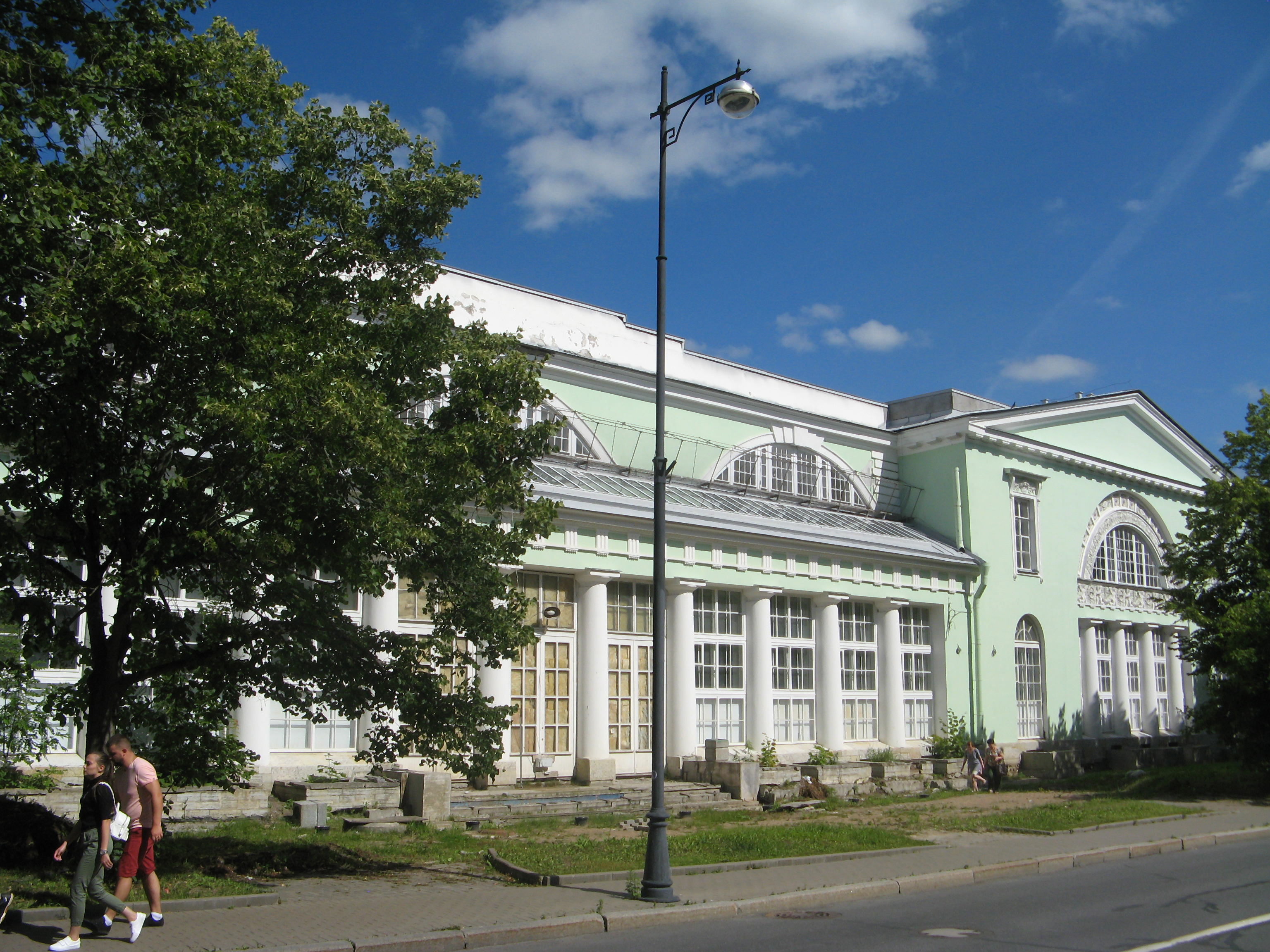
Большая оранжерея на Садовой улице

Одной из достопримечательностей улицы является здание Большой оранжереи (1753) — старейшее каменное сооружение Пушкина вне дворцово-паркового комплекса.

## Перекрёстки
- Дворцовая улица
- Лицейский переулок
- Леонтьевская улица
- Оранжерейная улица
- Конюшенная улица
- Набережная улица
- Парковая улица / Павловское шоссе / Софийский бульвар